# 마이클 C. 가인
마이클 C. 귄(Michael C. Gwynne, 1942년 10월 1일 ~ )은 미국의 배우이다.
디트로이트에서 태어났다.

## 출연 작품
- 노잉 (2009년) - 해안 경비대 역
- 노스트라다무스 (2000, Nostradamus) - 라 폰트 역
- 딜린저 앤 카포네 (1995년)
- 블러드 타이즈 (1991년)
- 블루 히트 (1990년)
- 보스톤 테러 특급 (1990년)
- 할리우드 차차차 (1988년)
- 체리 2000 (1987년)
- 텍사스의 풍운아 (1986년)
- 비버리 힐스 커넥션 (1985년)
- 맥가이버 - 파일롯 (1985년)
- 원초적 살인 (1984년)
- 분노의 강 (1983년)
- 다우 설트 낫 킬 (1982년)
- 위험한 만남 (1982년)
- 타이타닉 인양 (1980년)
- J-멘 포에버 (1979년)
- 내일을 향해 쏴라 2 (1979년)
- 스파이 스토리 (1976년)
- 실험 인간 (1974년)
- 무법의 소매치기 (1973년)